# Уочет
Уочет (на английски: Watchet) е малък пристанищен град в графство Съмърсет, Югозападна Англия. Населението му към 2002 г. е около 4400 души.

## История
В средата на 16 век пристанището често е посещавано от лодки, натоварени със сол и вино от Франция. В началото на 18 век разрушеният от буря кей е построен наново с финансовата помощ на търговци на вълна, а в края на столетието през него най-много се експортират кафяви водорасли, чиято пепел може да се използва за направата на стъкло. През 19 век търговията през пристанището се обогатява и с експорта на желязна руда, хартия, брашно и гипс. Пристанището се използва за търговия до 2000 г., а след това е превърнато в марина.